# Hybos insignis
Hybos insignis är en tvåvingeart som först beskrevs av Enrico Adelelmo Brunetti 1913.  Hybos insignis ingår i släktet Hybos och familjen puckeldansflugor. Inga underarter finns listade i Catalogue of Life.